# Balsam Lake (condado de Polk, Wisconsin)
Balsam Lake es un pueblo ubicado en el condado de Polk en el estado estadounidense de Wisconsin. En el Censo de 2010 tenía una población de 1.411 habitantes y una densidad poblacional de 16,89 personas por km².

## Geografía
Balsam Lake se encuentra ubicado en las coordenadas 45°25′3″N 92°28′46″O / 45.41750, -92.47944. Según la Oficina del Censo de los Estados Unidos, Balsam Lake tiene una superficie total de 83.53 km², de la cual 76.64 km² corresponden a tierra firme y (8.25%) 6.89 km² es agua.

## Demografía
Según el censo de 2010, había 1.411 personas residiendo en Balsam Lake. La densidad de población era de 16,89 hab./km². De los 1.411 habitantes, Balsam Lake estaba compuesto por el 96.67% blancos, el 0.21% eran afroamericanos, el 1.7% eran amerindios, el 0.21% eran asiáticos, el 0% eran isleños del Pacífico, el 0.43% eran de otras razas y el 0.78% pertenecían a dos o más razas. Del total de la población el 1.2% eran hispanos o latinos de cualquier raza.